# Çakırdoğan, Başkale
Çakırdoğan là một xã thuộc thành phố Başkale, tỉnh Van, Thổ Nhĩ Kỳ. Dân số thời điểm năm 2011 là 273 người.